# ألبرت فريمان (لاعب كريكت بريطاني)
ألبرت فريمان (19 يوليو 1887 في المملكة المتحدة - 7 يناير 1945) (بالإنجليزية: Albert Freeman)‏ هو لاعب كريكت بريطاني (وحمل سابقاً جنسية المملكة المتحدة لبريطانيا العظمى وأيرلندا).

## وصلات خارجية
- ألبرت فريمان (لاعب كريكت بريطاني) على موقع إي آس بي آن كريك إنفو (الإنجليزية)